# 2024 en Colombie
Cet article présente les faits importants de l'année 2024 en Colombie.

## Décès

### Janvier
- 11 janvier : Bruno Ducol - Compositeur français.
- 20 janvier : Piedad Córdoba - Avocate et femme politique colombienne, membre du Parti libéral colombien.